# عبد الحق الثاني المريني
عبد الحق بن عثمان بن أحمد يكنى أبا محمد، هو آخر سلطان بني مرين حكم بعد وفاة والده أبي سعيد عثمان بن أحمد بين 1421-1465م، وهو أطولهم مدة، وأعظمهم محنة و شدة.
استطاع أن يتخلص من أقربائه الوطاسيين بعد أن أقام لهم مذبحة كبيرة سنة 1458م، والتي نجا منها محمد الشيخ المهدي. وجعل السلطان عبد الحق هارون بن بطاش اليهودي على رئاسة دولته، الأمر الذي ساء أثره في المسلمين فثار سكان فاس على السلطان، وتزعم الفقهاء الثورة الشعبية، وقتلوه سنة 869 هـ وبايعوا الشريف الإدريسي محمد بن علي العمراني الجوطي. الذي لن يدوم طويلا، حيث سيتغلب فرع آخر من المرينيين من غير سلالة عبد الحق؛ وهم الوطاسيون.

## دولة السلطان عبد الحق بن عثمان
بعد وفاة السلطان أبي سعيد عثمان بن أحمد بويع ابنه السلطان عبد الحق، و في أيام هذا السلطان ضعف أمر بني مرين جدا و تداعى إلى الانحلال و كان التصرف للوزراء و الحجاب شأن دولة أبيه من قبله، و في عهده أيضا استولى البرتغال على طنجة و استمرت بأيديهم أكثر من مائتين و خمس سنين.

## مقتل الوطاسيين و رياسة اليهوديين
بعد وفاة الوزير علي بن يوسف الوطاسي و الذي كان حافظا لأمور الملك مع رفقه بالرعية و العدل و حسن الإدارة، قدم بعده للوزارة أبو زكرياء يحيى بن يحيى بن عمر بن زيان الوطاسي، فكانت ولايته مبدأ الشر و الفتنة في الدولة المرينية إذ لما استقل بالحجابة أخذ في تغيير مراسم الملك و عوائد الدولة، فلما رأى السلطان عبد الحق فعل الوزير و استحواذه على الأمور و تبين له أن الوطاسيين قد التحقوا معه رداء الملك، قرر أن يتخلص من وزيره و أقربائه الوطاسيين فأقام لهم مذبحة كبيرة سنة 1458 م، و التي نجا منها محمد الشيخ المهدي. وجعل السلطان عبد الحق هارون بن بطاش اليهودي على رئاسة دولته. و في سنة 869 استولى البرتغال على طنجة، و زحفوا إليها من سبتة في ألوف من العساكر و استولوا عليها.

## مقتل السلطان و نهاية دولة بني مرين
يقول المؤرخ الناصري في الاستقصا: « ثم إن اليهودي عمد إلى امرأة شريفة من أهل حومة البليدة فقبض عليها و البليدة حومة بفاس قالوا و كانت بدار الكومى قرب درب جنيارة فأنحى عليها بالضرب و لما ألهبتها السياط جعلت تتوسل برسول الله فحمى اليهودي و كاد يتميز غيظا من سماع ذكر الرسول و أمره بالإبلاغ في عقابها و سمع الناس ذلك فأعظموه و تمشت رجالات فاس بعضهم إلى بعض فاجتمعوا عند خطيب القرويين الفقيه أبي فارس عبد العزيز بن موسى الورياكلي و كانت له صلابة في الحق و جلادة عليه بحيث يلقي نفسه في العظائم و لا يبالي و قالوا له ألا ترى إلى ما نحن فيه من الذلة و الصغار و تحكم اليهود في المسلمين و العبث بهم حتى بلغ حالهم إلى ما سمعت فنجع كلامهم فيه و للحين أغراهم بالفتك باليهود و خلع طاعة السلطان عبد الحق و بيعة الشريف أبي عبد الله الحفيد فأجابوه إلى ذلك و استدعوا الشريف المذكور فبايعوه و التفت عليه خاصتهم و عامتهم و تولى كبر ذلك أهل حومة القلقليين منهم ثم تقدم الورياكلي بهم إلى فاس الجديد فصمدوا إلى حارة اليهود فقتلوهم و استلبوهم و اصطلموا نعمتهم و اقتسموا أموالهم و كان السلطان عبد الحق يومئذ غائبا في حركة له ببعض النواحي قال في نشر المثاني خرج السلطان عبد الحق بجيشه إلى جهة القبائل الهبطية و ترك اليهودي يقبض من أهل فاس المغارم فشد عليهم حتى قبض على امرأة شريفة و أوجعها ضربا و حكى ما تقدم فاتصل ببعد الحق الخبر و انفض مسرعا إلى فاس و اضطرب عليه أمر الجند ففسدت نياتهم وتنكرت وجوههم وصار في كل منزلة تنفض عنه طائفة منهم فأيقن عبد الحق بالنكبة و عاين أسباب المنية و لما قرب من فاس استشار هارون اليهودي فيما نزل به فقال اليهودي له لا تقدم على فاس لغليان قدر الفتنة بها وإنما يكون قدومنا على مكناسة الزيتون لأنها بلدنا وبها قوادنا وشيعتنا وحينئذ يظهر لنا ما يكون فما استتم اليهودي كلامه حتى انتظمه بالرمح رجل من بني مرين يقال له تيان و عبد الحق ينظر و قال و ما زلنا في تحكم اليهود واتباع رأيهم والعمل بإشارتهم ثم تعاورته الرماح من كل جانب و خر صريعا لليدين و الفم ثم قالوا للسلطان عبد الحق تقدم أمامنا إلى فاس فليس لك اليوم اختيار في نفسك فأسلم نفسه و انتهبت محلته و فيئت أمواله و حلت به الإهانة و جاءوا به إلى أن بلغوا عين القوادس خارج فاس الجديد فاتصل الخبر بأهل فاس و سلطانهم الحفيد فخرج إلى عبد الحق و أركبه على بغل بالبردعة و انتزع منه خاتم الملك و أدخله البلد في يوم مشهود حضره جمع كبير من أهل المغرب و أجمعوا على ذمه و شكروا الله على أخذه ثم جنب إلى مصرعه فضربت عنقه صبيحة يوم الجمعة السابع والعشرين من رمضان سنة تسع و ستين و ثمانمائة و دفن ببعض مساجد البلد الجديد ثم أخرج بعد سنة و نقل إلى القلة فدفن بها و انقرضت بمهلكه دولة بني عبد الحق من المغرب و البقاء لله وحده...».